# 作田誠二
作田 誠二（さくた せいじ、1949年3月7日 - ）は、青森県上北郡七戸町出身の元騎手・元調教助手・元調教師。
元調教師の武宏平と元騎手の武永祥は義理の兄、調教師（元騎手）の武英智は義理の甥にあたる。
実兄・誠一は畠山重則厩舎所属の元厩務員で、マイヨジョンヌなどを担当していた。

## 経歴
青森の馬に囲まれる環境で生まれ育ち、父のアドバイスで競馬界へ飛び込む。競馬の知識は無かったが、子供の頃から農耕馬に乗ったことがあったほか、もともと体を動かすことが好きで、試験を受けたら合格できた。馬事公苑花の15期生の一人であり、後に義兄となる武永祥に加え、岡部幸雄、福永洋一、柴田政人、伊藤正徳らがいる。柴田とは同郷で、同じ蒸気機関車に乗って二人して上京した。同期は休憩時間に野球をしたりするなど仲が良く、教官に今ではありえないほど厳しくしごかれたが、作田ら同期16人は誰も音を上げず、皆で教官に悪戯をして仕返しをしたこともあった。
1966年4月に東京・見上恒芳厩舎へ騎手候補生として入門し、1968年3月に同厩舎からデビュー。同2日の中山第2競走4歳未勝利・アニータ（15頭中14着）で初騎乗を果たし、9月8日の東京第11競走4歳以上160万下・ミスボンドで初勝利を挙げる。1年目の同年は1勝に終わるが、2年目の1969年は11月29日の東京で挙げた初の1日2勝を含む5勝をマーク。3年目の1970年には安田記念・アトムで重賞初騎乗を果たし、11頭中10番人気ながらメジロアサマの4着と健闘。平地に専念し始めた1971年には初の2桁となる13勝を挙げ、1974年まで4年連続2桁勝利をマーク。1973年にはリンネルンドでクイーンCでニットウチドリにアタマ差先着の2着、クイーンSでも2着に入り、牝馬東京タイムズ杯で人馬共に初の重賞制覇を達成。1974年には朝日杯3歳S・グレートシャープでGI級レース初騎乗を果たし、4着と健闘。
1975年7月に栗東・庄野穂積厩舎へ移籍し、同6日の中京第1競走3歳未勝利・フクタマエースで移籍後初勝利をマーク。移籍後もリンネルンドには引き続き騎乗し、夏の小倉では4戦連続2着と3着1回、秋の福島では2着1回と2戦連続3着と善戦を繰り返す。1976年から1978年には3年連続2桁の10勝を挙げ、1978年は5月6日の新潟第6競走5歳以上300万下で13頭中11番人気のタイマロウ、7月29日の函館第1競走3歳新馬で同じく13頭中11番人気のヤクモインピアルを勝利に導いて波乱を呼ぶ。カツラノハイセイコにもデビュー戦を含む4戦に騎乗し、2着1回、3着1回という成績であった。
1979年には8月5日の函館第3競走3歳未勝利で見上が管理する12頭中12番人気のアサカリッチ、11月3日の福島第7競走野菊賞では12頭中11番人気のリックサンブルを勝利に導く。リックサンブルとは続く福島3歳Sも制し、1980年春の桜花賞までコンビを組む。1981年には13勝と3年ぶりの2桁をマークし、同年秋からはリックサンブルとのコンビが復活。秋の福島記念ではハワイアンイメージにハナ差先着の3着、1982年の京都記念ではカツアール・アグネステスコ・ラフオンテースに先着の3着と重賞で見せ場を作った。
1983年は4月23日の新潟第5競走4歳未勝利で12頭中10番人気のサンローランシチー、第10競走ひめさゆり賞で13頭中11番人気のマルヨコーピロンを勝たせると、第12競走5歳以上400万下・チグサヒーローで人気に応えるなど1日3勝を記録。同年は自己最多の19勝をマークし、1984年6月には義兄である武宏平厩舎へ移籍。
同年の阪神3歳Sでは10頭中9番人気のマルヨプラードで2着に入った（1着はダイゴトツゲキ）。1985年のニュージーランドT4歳Sではマルヨプラードで12年ぶりの重賞勝ちを挙げるが、2着にも関西馬で12頭中12番人気のイズミスターが突っ込み、直線では広瀬伸一（当時・ラジオたんぱアナウンサー）が「関西2騎の決戦だ!」と表現している。枠連7-7は14510円の波乱となったが、関西圏での馬券発売はなく、結果もスポーツ紙の片隅に載る程度であった。この時はレース前日の金曜に到着してから、1人でゴールからスタートまでの1600mを歩いた。途中で雨が降ってずぶ濡れになったが、内の馬場が3頭分ほど荒れているのを確認。当初からハナへ行くのは決めていたが、馬場状態を頭に入れて、3コーナーからは内ラチを離れて3、4頭分ぐらい外を回った。「ロスなく内を回りたい」という誘惑も何とか我慢し、結果的に内を回った馬は止まったため、作田の作戦は成功した。翌日は帰りの電車で東京優駿でアイアンサムソンで17着に終わった秋山忠一と一緒に乗り、ニュージーランドトロフィーを的中していた佐藤泉（当時日本短波放送アナウンサー）が車中で目撃している。井崎脩五郎は同レースを当てた男が、その金で英国ダービーを見に行って、エプソム競馬場の最終コーナーの丘の上に、漢字で『馬頭観世音菩薩』と刻まれた石碑を発見、その謎を大英博物館のハートフル家・文書室に探りにいくという短編小説を書いており、題名は大江健三郎『万延元年のフットボール』を捩って「万延元年のホースレース」と付けている。
マルヨプラードでは1986年の小倉大賞典でも逃げて2着に粘り、同馬以外には同年のタマツバキ記念で15頭中15番人気のジョウショウボーイで3着に入った。
1988年11勝、1989年10勝をマークするが、1992年5月16日の新潟第6競走4歳以上500万下でマークスイを逃げ切らせたのが最後の勝利となった。7月26日の新潟第3競走4歳未勝利・ハイグリー（13頭中9着）を最後に騎乗が無くなる。9月には小林稔厩舎へ移籍するが、1993年3月で現役を引退。
引退後はそのまま小林稔厩舎の調教助手となり、1995年には調教師免許を取得し、1996年に厩舎を開業。2020年引退。

## 騎手成績
| 通算成績 | 1着 | 2着 | 3着 | 騎乗数 | 勝率 | 連対率 |
| -------- | --- | --- | --- | ------ | ---- | ------ |
| 平地     | 216 | 256 | 279 | 2789   | .077 | .169   |
| 障害     | 2   | 3   | 8   | 41     | .049 | .122   |
| 計       | 218 | 259 | 287 | 2830   | .077 | .169   |

|            | 日付           | 競馬場・開催  | 競走名             | 馬名             | 頭数 | 人気 | 着順 |
| ---------- | -------------- | ------------- | ------------------ | ---------------- | ---- | ---- | ---- |
| 初騎乗     | 1968年3月2日   | 3回中山2日2R  | 4歳未勝利          | アニータ         | 15頭 | 15   | 14着 |
| 初勝利     | 1968年9月8日   | 2回東京6日11R | 4歳以上160万下     | ミスボンド       | 8頭  | 1    | 1着  |
| 重賞初騎乗 | 1970年5月29日  | 4回東京8日11R | 安田記念           | アトム           | 11頭 | 10   | 4着  |
| 重賞初勝利 | 1973年10月28日 | 5回東京7日9R  | 牝馬東京タイムズ杯 | リンネルンド     | 17頭 | 6    | 1着  |
| GI級初騎乗 | 1974年12月8日  | 5回中山4日9R  | 朝日杯3歳S         | グレートシャープ | 9頭  | 7    | 4着  |

### 主な騎乗馬
- リンネルンド（1973年牝馬東京タイムズ杯）
- マルヨプラード（1985年ニュージーランドトロフィー4歳ステークス）

その他
- カツラノハイセイコ

## 調教師成績
|            | 日付          | 競馬場・開催  | 競走名    | 馬名             | 頭数 | 人気 | 着順 |
| ---------- | ------------- | ------------- | --------- | ---------------- | ---- | ---- | ---- |
| 初出走     | 1996年1月27日 | 2回京都1日1R  | 4歳未勝利 | ナスエルムテキ   | 9頭  | 4    | 2着  |
| 初勝利     | 1996年2月17日 | 2回東京7日1R  | 4歳未勝利 | ナスエルムテキ   | 14頭 | 1    | 1着  |
| 重賞初出走 | 1997年2月23日 | 2回中山2日11R | 中山牝馬S | フェアダンス     | 15頭 | 2    | 4着  |
| 重賞初勝利 | 2006年9月2日  | 2回中京2日11R | 東海S     | ハードクリスタル | 13頭 | 5    | 1着  |
| GI初出走   | 1997年6月1日  | 3回東京6日9R  | 東京優駿  | スリーファイト   | 17頭 | 17   | 11着 |

### 主な管理馬
- アドマイヤサンデー（1998年阪神牝馬特別2着、トールポピーの母）
- ワイルドソルジャー（2004年名古屋グランプリ）
- ハードクリスタル（2006年東海ステークス、ブリーダーズゴールドカップ）
- サンディエゴシチー（2009年札幌2歳ステークス）

## 主な厩舎スタッフ
- 調教助手
  - 鈴木光男（2004年優秀調教助手賞受賞）
  - 橋本美純（元所属騎手）
  - 田嶋翔（元騎手）
  - 緒方努（のち、栗東所属の調教師[8]）
- 厩務員
  - 柿元正（2002年優秀厩務員賞受賞）
  - 岸本光行（2004年優秀厩務員賞受賞）
- 元所属騎手
  - 藤岡佑介（2004年3月1日 - 2007年3月1日、所属時に最多勝利新人騎手賞受賞）
  - 大江原圭（2008年3月1日 - 2009年3月1日、所属時は未勝利で終わっている）